# Mu Xin
Mu Xin (Tongxiang, 14 février 1927 - 21 décembre 2011) est un peintre et poète chinois. 